# ديفيد آلان كيتس
ديفيد آلان كيتس (بالإنجليزية: David Allan Cates)‏ (1956)؛ صحفي وروائي أمريكي.